# Йоанис Емануил
Йоанис Емануил (на гръцки: Ιωάννης Εμμανουήλ) е гръцки революционер от XVIII век, сподвижник на Ригас Велестинлис.

## Биография
Йоанис Емануил е роден в западномакедонския град Костур в 1774 година. Емигрира млад при чичо си Георгиос Леондиос. Учи философия, немски и латински в Пеща, след което се мести във Виенския университет, където учи медицина. Заедно с брат си Панайотис Емануил, счетоводител в търговската къща на Евстратиос Аргентис, влизат в революционния кръг на Ригас Велестинлис. Йоанис Емануил е изпратен в родната му Македония, за да подготви въстание. След завръщането си в австрийската столица е арестуван заедно с брат си, Ригас, Аргентис, Димитриос Николидис, Андониос Корониос, Йоанис Карадзас и Теохарис Турундзияс. Осмината са предадени на османския каймакамин в Белград, където са удушени.
Йоанис Емануил е автор на два превода от А. Пихлер „Εγκόλπιον των παίδων“ (1792) и „Στοιχείων της αριθμητικής δοκίμιον“ (1797).
Родната къща на Емануил, строена около 1775 година в махалата Долца (Долцо), е костурска забележителност и е превърната в музей на народните носии.